# Carlo Maria Mariani
Carlo Maria Mariani (Roma, 25 luglio 1931 – New York, 20 novembre 2021) è stato un pittore italiano.

## Biografia
Carlo Maria Mariani frequenta in gioventù i corsi dell'Istituto d'Arte e nel 1955 consegue il diploma presso l'Accademia di Belle Arti di Roma. Dopo il diploma, Mariani lavora dapprima nell'abito della pittura murale e  alla fine degli anni Sessanta comincia ad esporre le proprie opere di cavalletto.
La prima mostra importante di Carlo M. Mariani è del 1975; da allora si sono susseguite numerose esposizioni nelle sedi più importanti del mondo: Documenta, Kassel; Centre George Pompidou, Paris; Hirshorn Museum, Washington D.C.; Museum of Modern Art, New York; San Francisco Museum of Modern Art; Mathildenhohe Darmstadt; Los Angeles County Museum of Art; Frankfurt Kunstverein; GNAM, Roma; Palais des Beaux Art, Charleroi; Biennale di Venezia; California Center for the Arts; Frye Museum, Seattle; Ostende Museum of Modern Art; Quadriennale di Roma; Philadelphia Museum of Art; Museo di Palazzo Te, Mantova; Smithsonian National Portrait Gallery, Washington.
L'artista risiede a New York dal 1993.

## Caratteristiche stilistiche
Carlo M. Mariani crea opere la cui concezione si rifà all'arte classica: dell'antica Grecia e antica Roma. Pur senza copiare direttamente da opere del passato. Questa caratteristica rende Mariani un pittore in linea con le caratteristiche della pittura di fine anni Settanta: un  momento in cui la "Tradizione del nuovo", portata avanti dal Minimalismo e dall'Arte concettuale, aveva esaurito le proprie energie, spingendo i nuovi artisti a rifarsi alle forme della pittura "Classica" dei maestri dal XV al XVII secolo.
Mariani è considerato un esponente di punta dell'Anacronismo e della pittura colta teorizzata dal critico Italo Mussa negli anni ottanta, ed uno dei Maestri contemporanei riconosciuti a livello internazionale.

## Riconoscimenti
Nel 1998 l'Accademia dei Lincei gli ha conferito il Premio Feltrinelli per la Pittura.

## Curiosità
L'olio su tela "Eclipse # 5" (2002) compare sulla copertina del saggio di neuroestetica musicale "L'orecchio di Proteo" (Lucca, 2021) del compositore e poeta italiano Carlo Alessandro Landini.